# Bobby Smith
Robert David "Bobby" Smith, född 12 februari 1958 i North Sydney, Nova Scotia, är en kanadensisk före detta professionell ishockeyspelare som spelade i NHL från 1978 till 1993 för Minnesota North Stars och Montreal Canadiens. Smith vann Stanley Cup med Montreal Canadiens 1986. 

## Junior
Bobby Smith spelade juniorhockey för Ottawa 67's i Ontario Major Junior Hockey League, OHL, där han satte rekord för antal assist och poäng under en säsong med 123 assist och 192 poäng på 61 matcher säsongen 1977–78. På 187 matcher i OHL från 1975 till 1978 gjorde han 158 mål och 227 assist för sammanlagt 385 poäng. I slutspelet gjorde han totalt 33 mål och 32 assist för 65 poäng på 47 matcher.

## NHL
Bobby Smith valdes som förste spelare totalt i NHL-draften 1978 av Minnesota North Stars. Han gjorde avtryck redan under sin första säsong i ligan, 1978–79, då han gjorde 30 mål och 44 assist för totalt 74 poäng på 80 matcher och vann Calder Trophy som årets rookie.
Smiths poängproduktion ökade under varje säsong under hans fyra första år i NHL och säsongen 1981–82 gjorde han 43 mål och 71 assist för totalt 114 poäng, ett personbästa som skulle stå sig karriären ut. Säsongen innan, 1980–81, hade North Stars nått ända fram till Stanley Cup-final där man förlorat mot New York Islanders med 4-1 i matcher. Smith gjorde 8 mål och 17 assist för totalt 25 poäng på 19 matcher under 1981 års slutspel.
Säsongen 1982–83 svalnade Bobby Smiths offensiva produktion av något och han gjorde endast 77 poäng på lika många matcher, en signifikativ nedgång från säsongen innan. Smith hann bara spela 10 matcher för North Stars säsongen 1983–84 innan han byttes bort till Montreal Canadiens. I Montreal kom Smiths offensiv igång på allvar först säsongen 1985–86 då han gjorde 31 mål och 55 assist för totalt 86 poäng på 79 matcher. 1986 vann han också Stanley Cup efter att Montreal Canadiens besegrat Calgary Flames i finalen med 4-1 i matcher. Smith gjorde 7 mål och 8 assist för 15 poäng på 20 matcher under 1986 års slutspel. Säsongen 1988–89 nådde Smith och Canadiens åter igen Stanley Cup-final där dock Calgary Flames fick revansch och vann med 4-2 i matcher. 
Bobby Smith spelade i Montreal Canadiens fram till och med säsongen 1989–90. Inför säsongen 1990–91 bytte Canadiens tillbaka honom till Minnesota North Stars. Smith var inte längre samma spelare offensivt som han hade varit under sin första sejour med North Stars, men tillförde välbehövlig rutin. Minnesota underpresterade under grundserien säsongen 1990–91 och vann endast 27 matcher. I slutspelet överraskade man dock stort genom att först slå ut grundseriens bästa lag Chicago Blackhawks med 4-2 i matcher för att sedan gå hela vägen till Stanley Cup-final där man föll mot Pittsburgh Penguins med 4-2 i matcher. Smith gjorde 8 mål och 8 assist för 16 poäng på 23 matcher under 1991 års slutspel.
Bobby Smith spelade två år till i Minnesota North Stars innan han lade av med ishockeyn efter säsongen 1992–93. På de 1077 matcher han spelade i NHL:s grundserie gjorde han 357 mål och 679 assist för sammanlagt 1036 poäng, tillsammans med 917 utvisningsminuter. I slutspelet spelade han 184 matcher och gjorde 64 mål och 96 för totalt 160 poäng, tillsammans med 235 utvisningsminuter.

## Internationellt
Bobby Smith spelade för Kanadas juniorlandslag i JVM 1978 på hemmaplan i Kanada. Han gjorde 5 poäng på 3 matcher och Kanada slutade på en tredjeplats bakom Sovjetunionen och Sverige. Som senior spelade Smith i VM 1979 i Moskva där Kanada slutade på en fjärdeplats, och i VM 1982 i Finland där Kanada kom trea.

## Efter spelarkarriären
Från 1996 till 2000 arbetade Bobby Smith som General Manager för NHL-laget Phoenix Coyotes.
Han är numera majoritetsägare i, och sedan 2010 också huvudtränare för, Halifax Mooseheads i den kanadensiska juniorligan QMJHL.

## Statistik

### Klubbkarriär
| 1974–75    | Ottawa Golden Knights | Minor-ON     | 58   | 74  | 64  | 138  | –   | –   | –  | –  | –   | –   |
| 1975–76    | Ottawa 67's           | OHL          | 62   | 24  | 34  | 58   | 21  | 12  | 2  | 1  | 3   | 4   |
| 1976–77    | Ottawa 67's           | OHL          | 64   | 65  | 70  | 135  | 52  | 19  | 16 | 16 | 32  | 29  |
|            |                       | Memorial Cup | –    | –   | –   | –    | –   | 5   | 6  | 6  | 12  | 4   |
| 1977–78    | Ottawa 67's           | OHL          | 61   | 69  | 123 | 192  | 44  | 16  | 15 | 15 | 30  | 10  |
| 1978–79    | Minnesota North Stars | NHL          | 80   | 30  | 44  | 74   | 39  |     |    |    |     |     |
| 1979–80    | Minnesota North Stars | NHL          | 61   | 27  | 56  | 83   | 24  | 15  | 1  | 13 | 14  | 9   |
| 1980–81    | Minnesota North Stars | NHL          | 78   | 29  | 64  | 93   | 73  | 19  | 8  | 17 | 25  | 13  |
| 1981–82    | Minnesota North Stars | NHL          | 80   | 43  | 71  | 114  | 82  | 4   | 2  | 4  | 6   | 5   |
| 1982–83    | Minnesota North Stars | NHL          | 77   | 24  | 53  | 77   | 81  | 9   | 6  | 4  | 10  | 17  |
| 1983–84    | Minnesota North Stars | NHL          | 10   | 3   | 6   | 9    | 9   |     |    |    |     |     |
| 1983–84    | Montreal Canadiens    | NHL          | 70   | 26  | 37  | 63   | 62  | 15  | 2  | 7  | 9   | 8   |
| 1984–85    | Montreal Canadiens    | NHL          | 65   | 16  | 40  | 56   | 59  | 12  | 5  | 6  | 11  | 30  |
| 1985–86    | Montreal Canadiens    | NHL          | 79   | 31  | 55  | 86   | 55  | 20  | 7  | 8  | 15  | 22  |
| 1986–87    | Montreal Canadiens    | NHL          | 80   | 28  | 47  | 75   | 72  | 17  | 9  | 9  | 18  | 19  |
| 1987–88    | Montreal Canadiens    | NHL          | 78   | 27  | 66  | 93   | 78  | 11  | 3  | 4  | 7   | 8   |
| 1988–89    | Montreal Canadiens    | NHL          | 80   | 32  | 51  | 83   | 69  | 21  | 11 | 8  | 19  | 46  |
| 1989–90    | Montreal Canadiens    | NHL          | 53   | 12  | 14  | 26   | 35  | 11  | 1  | 4  | 5   | 6   |
| 1990–91    | Minnesota North Stars | NHL          | 73   | 15  | 31  | 46   | 60  | 23  | 8  | 8  | 16  | 56  |
| 1991–92    | Minnesota North Stars | NHL          | 68   | 9   | 37  | 46   | 109 | 7   | 1  | 4  | 5   | 6   |
| 1992–93    | Minnesota North Stars | NHL          | 45   | 5   | 7   | 12   | 10  |     |    |    |     |     |
| OHL totalt | OHL totalt            | OHL totalt   | 187  | 158 | 227 | 385  | 117 | 47  | 33 | 32 | 65  | 43  |
| NHL total  | NHL total             | NHL total    | 1077 | 357 | 679 | 1036 | 917 | 184 | 64 | 96 | 160 | 245 |

### Internationellt
| År            | Lag           | Turnering     |    | Matcher | Mål | Assist | Poäng | Utv |
| ------------- | ------------- | ------------- | -- | ------- | --- | ------ | ----- | --- |
| 1978          | Kanada        | JVM           | 3  | 1       | 4   | 5      | 0     |     |
| 1979          | Kanada        | VM            | 8  | 5       | 3   | 8      | 0     |     |
| 1982          | Kanada        | VM            | 10 | 1       | 5   | 6      | 0     |     |
| Senior totalt | Senior totalt | Senior totalt | 18 | 6       | 8   | 14     | 0     |     |